# Baculofractum shelfordi
Baculofractum shelfordi är en insektsart som beskrevs av Bragg 2005. Baculofractum shelfordi ingår i släktet Baculofractum och familjen Diapheromeridae. Inga underarter finns listade.